# 사랑의 뜰안
《사랑의 뜰안》은 오전 9시부터 11시까지 방송하는 FEBC FM의 라디오 프로그램이다.

## 출연자
- 최정민
- 조안나
- 정혜원 (화)